# Romagnat
Romagnat is een gemeente in het Franse departement Puy-de-Dôme (regio Auvergne-Rhône-Alpes). Romagnat telde op 1 januari 2022 7.905 inwoners. De plaats maakt deel uit van het arrondissement Clermont-Ferrand en van het gemeentelijk samenwerkingsverband Clermont Auvergne Métropole.

## Geschiedenis en erfgoed
Een Romeinse weg die vertrok vanuit Clermont-Ferrand liep over het grondgebied van de huidige gemeente. Er werden resten van verschillende Gallo-Romeinse villa's gevonden.
In de middeleeuwen was Romagnat een verstrekt dorp. Van deze stadsversterkingen zijn verschillende torens overgebleven: tour de la porte de Montrognon, tour de la porte de la Halle en tour de la porte du Terrail. Verder is er de kerk Saint-Saturnin. Het stadhuis is sinds de jaren 1960 gevestigd in het Château de Bezance. Verder is er ook het Château d'Opme, een kasteel dat teruggaat tot de 11e eeuw en beschermd is als historisch monument.
Tot het midden van de 20e eeuw was Romagnat een landbouwgemeente met veel wijnbouwers. In 1959 werd de Cité de Bezance gebouwd en Romagnat verstedelijkte als een voorstad van Clermont-Ferrand.

## Geografie
De oppervlakte van Romagnat bedroeg op 1 januari 2022 16,84 vierkante kilometer; de bevolkingsdichtheid was toen 469,4 inwoners per km².
Naast Romagnat liggen in de gemeente de dorpen Clémensat, Opme en Saulzet-le-Chaud en het gehucht Redon. Ten noorden van Romagnat liggen de heuvels Puy de Montrognon en Puy de Chomontel en ten zuiden ligt het Plateau de Gergovie.

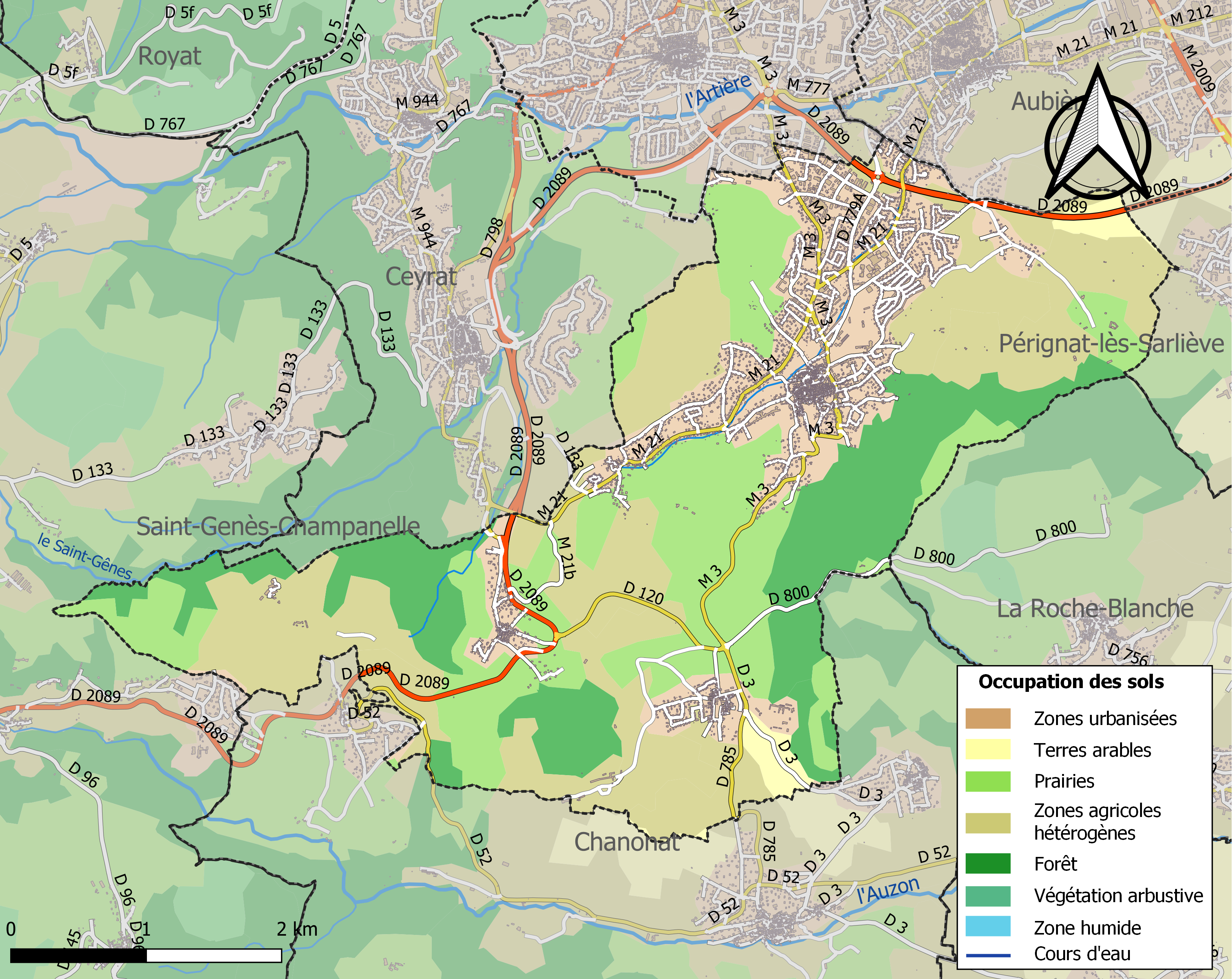
Kaart van de gemeente met belangrijkste infrastructuur, bodemgebruik en omliggende gemeenten

## Demografie
Onderstaande figuur toont het verloop van het inwonertal (bron: INSEE-tellingen).

## Geboren
- Nathanaël Berthon (1989), autocoureur